# 公思展
公思展（？—？），姬姓，中国春秋时期鲁国三桓之一季氏的族人。 
季平子的叔叔季公鸟死后，公思展和季公鸟的弟弟季公亥、季公鸟的家臣申夜姑管理季公鸟的家务。季公鸟的遗孀季姒和管伙食的檀私通，害怕被发现，她让侍女打了自己，向秦遄的妻子反诬：季公若调戏她，她不从，就打了他，秦遄的妻子告诉季平子的弟弟公之。季姒又对公甫说公思展和申夜姑要挟她。季平子于是杀了申夜姑，把公思展拘留在卞地。